# Meharrize
Meharrize, Mheiriz o Mehaires (en àrab مهيريز, Muhayrīz; en amazic ⵎⵀⵉⵔⵉⵣ) és una localitat i oasi a la província de Saguia el Hamra, pertanyent al Sàhara Occidental. Està situada entre Tifariti i Amgala, a l'est del Mur marroquí, als Territoris alliberats o Zona Lliure controlada pel Front Polisario, prop de la frontera mauritana. És cap de la IV regió militar de l'exèrcit sahrauí. Marroc l'ha inclòs en la província d'Es-Semara dins la regió de Laâyoune-Sakia El Hamra.
Consta d'un petit hospital amb 12 llits construït gràcies a les aportacions de l'ONG Solidaritat Valenciana. També consta d'una escola oberta en el curs escolar 2012-2013 i una mesquita.

## Política
El 17 de juny de 2007 el Front Polisario hi va celebrar el 37è Aniversari de l'aixecament saharaui de 1970, conegut com a intifada de Zemla.
A finals de juny de 2012 el ministre de construcció i urbanització dels Territoris Alliberats saharauis va visitar la vila per supervisar el projecte de granges familiars i la construcció d'una escola, oberta en 2013.

## Cultura
L'agost de 2008 Mheiriz va ser seu de la III edició de la Universitat d'Estiu, per als estudiants saharauis a l'estranger. Els estudiants van visitar els jaciments arqueològics històrics de la regió i es van beneficiar de moltes conferències i xerrades sobre diferents temes, com la religió, la cultura i la seguretat, a més d'altres activitats com projeccions de pel·lícules i exposicions.

## Agermanaments
- Berantevilla, Àlaba[7]
- Karrantza, Biscaia[8]
- Firenzuola, Florència[9]
- Lezama, Biscaia[10]
- Markina-Xemein, Biscaia[11]
- Sòria (des del 8 de maig de 2008)[12]